# Duo per viola e violoncello
Il duo per viola e violoncello è una formazione cameristica non particolarmente comune, per la quale tuttavia sono state scritte alcune composizioni significative. 
Alcune sonate fanno uso di tale organico, come la sonata per viola G 18 di Luigi Boccherini o quella di Johann Georg Albrechtsberger. Alla produzione classica appartengono i duetti op. 14 di Václav Pichl, il duo op. 39 B. 525 di Ignaz Pleyel, sei duetti op. 9 (1816) di Franz Danzi e il noto duo "con due paia di occhiali obbligati" (1796 ca.) di Ludwig van Beethoven. Il genere ha ricevuto alcuni contributi significativi nel Novecento: composizioni per tale organico sono la sonata per viola e violoncello (1916) di George Templeton Strong, lo Scherzo per viola e violoncello (1934) di Paul Hindemith, il duo (1953) di Walter Piston, la Sonatina per viola e violoncello op. 378 (1959) di Darius Milhaud.